# 椿まゆみ
椿 まゆみ（つばき まゆみ、1950年 - ）は、日本の英語学者、言語学者。現在、文京学院大学外国語学部教授、同大学こども英語教育センター（CLEC）センター長。専門は、英語教育であり、語彙教育や児童英語をテーマとしている。 

## 略歴
- 千葉大学教育学部養護学校教育養成課定（小学校教諭１種免許状取得）
- ウィーバー州立大学（英語版）心理学部および社会学部卒業
- ユタ大学大学院言語学修士取得
- テンプル大学教育学研究科英語教授法（TESOL）専攻博士課程修了[1]

## 著書
- スポンジ・ボブとはじめる楽しい英会話 vol.1（実業之日本社、2013年）
- スポンジ・ボブとはじめる楽しい英会話 vol.2（実業之日本社、2013年）